# Jean-Jacques Cloquet
Jean-Jacques Cloquet (La Louvière, 31 juli 1960) is een Belgisch manager en politicus voor Les Engagés en voormalig voetballer. Hij speelde als verdediger. 

## Biografie
Jean-Jacques Cloquet groeide met zijn gezin op in Houdeng-Gœgnies, in de Centre, en verhuisde daarna naar Nalinnes, ten zuiden van Charleroi, waar zijn vader werk vond bij ACEC. Jean-Jacques Cloquet trad twee keer in het huwelijk en kreeg in totaal zeven kinderen.

### Voetbalcarrière
Hij groeide op in een familie die doordrenkt was van voetbal. Hij begon te voetballen als verdediger in zijn geboorteplaats La Louvière en daarna in Nalinnes. Al snel opgemerkt door scouts en op zijn zeventiende tekende een contract bij Sporting Charleroi, waar hij in de eerste ploeg belandde. Zijn eerste seizoen werd gekenmerkt door deelname aan de finale van de Beker van België, die met 2-0 werd verloren van KSK Beveren. Daarmee werd hij de jongste speler ooit in de Belgische bekerfinale. Kort daarna was het voorbij met het sportief succes van de club en na het seizoen 1979-1980 degradeerde Sporting Charleroi naar Divisie 2. Cloquet bleef de volgende jaren in D2 spelen. De ploeg hoopte snel terug te keren naar D1, maar de seizoenen ging voorbij en de ploeg slaagde er met respectievelijk de zesde, de elfde, de tiende en opnieuw de zesde plaats niet in om in het spel terug te keren.
In het seizoen 1984-1985 klaarde de hemel op. Sporting Carolo moest de titel laten ontglippen aan RWDM, dat zopas was gedegradeerd. Cloquet en de Zèbres eindigden tweede en waren aldus geplaatst voor de Divisie 2-finaleronde. De Sportingmen werden in de eerste match van deze finaleronde verslagen door Winterslag, maar slaagden erin om de vijf overige matchen te winnen en zodus te promoveren naar de  Eerste klasse. Dit gold echter niet voor Cloquet, die bij RAA Louviéroise in de Derde klasse A ging voetballen. Hier beëindigde hij twee jaar later zijn voetbalcarrière. 

### Beroepsleven
Parallel met zijn voetbalcarrière volgde Cloquet hogere studies aan de Faculté polytechnique de Mons, waar hij in 1983 het diploma van burgerlijk elektronisch ingenieur, optie energie behaalde. Van 1984 tot 2003 werkte hij bij chemiereus Solvay, in hun vestiging in Jemeppe-sur-Sambre, als directeur van de operationele eenheid BENELUX en van de Europese PVC-promotieafdeling. 
Van 2003 tot 2004 keerde Cloquet even terug naar de voetbalwereld, als directeur van Sporting Charleroi, dat in die periode flirtte met het faillissement. Het werd geen succes en na zijn afdanking bleef hij enige tijd werkloos. Na een reeks kleine banen als metselaarsknecht, hulptuinier en heftruckchauffeur besloot hij zijn diensten aan te bieden als bedrijfsconsulent.
Van 2005 tot 2007 was Cloquet technisch directeur van La Carolorégienne, een sociale huisvestingsmaatschappij in Charleroi, waar hij na financiële en politieke schandalen mee orde op zaken ging stellen. Vanaf 2007 vervoegde Jean Jacques Cloquet de luchthaven van Charleroi als zelfstandige met als doel de inkomstenafdeling te ontwikkelen die geen verband houdt met de luchtvaart (catering, parkeren, enz.). Hij klom door de gelederen en werd in 2008 volwaardig staflid en vervolgens in 2009 commercieel directeur niet-luchtvaart. In 2010 vervulde hij de functie van HR-directeur en uiteindelijk was hij van 2012 tot 2018 gedelegeerd bestuurder van het bedrijf. Vervolgens was Cloquet van januari 2019 tot juli 2021 operationeel en commercieel directeur van de dierentuin Pairi Daiza. In 2018 werd hij door het magazine Trends-Tendance uitgeroepen tot Manager van het Jaar.
Naast zijn professionele bezigheden werd Cloquet tevens van 2018 tot 2021 voorzitter van de raad van bestuur van de vzw van de Meren van de Eau d'Heure, bestuurder bij CPH Banque en het bouwbedrijf Thomas & Piron (sinds 2018) en van 2015 tot 2021 lid van de raad van bestuur van spoorwegmaatschappij NMBS.

### Politiek
In september 2023 sloot Cloquet zich aan bij de partij Les Engagés. Bij de Waalse verkiezingen van 9 juni 2024 was hij lijsttrekker voor de partij in de kieskring Charleroi-Thuin, waarna hij zitting kon nemen in het Waals Parlement en het Parlement van de Franse Gemeenschap.

## Prijzen
- Finalist van de Beker van België 1978 met R. Charleroi SC .
- Winnaar van de Divisie 2 Finaleronde in 1985 met R. Charleroi SC .
- Interview met J.J.[dode link] Cloquet met het Informatiebulletin van de gemeente Walcourt, 09/12/2012[dode link]

1. ↑  Jean-Jacques Cloquet, van vogels van ijzer naar vogels van vuur, WAW Magazine.